# Шрайнери
Старовинний арабський орден дворян таємного святилища або шрайнери (англ. Ancient Arabic Order of the Nobles of the Mystic Shrine (A.A.O.N.M.S.) або англ. Shriners) — північноамериканська парамасонська спільнота, заснована Волтером Флемінгом і Вільямом Флоренсом у Нью-Йорку в 1870 році.
До ордену приймають тільки масонів, які досягли третього ступеня (майстер-масон). Орден налічує у своїх лавах приблизно 350 000 членів в усьому світі. Орден має 195 храмів у США, Канаді, Бразилії, Мексиці та Панамі, а також на Філіппінах, в Пуерто-Рико, Європі, Австралії.

## Історія

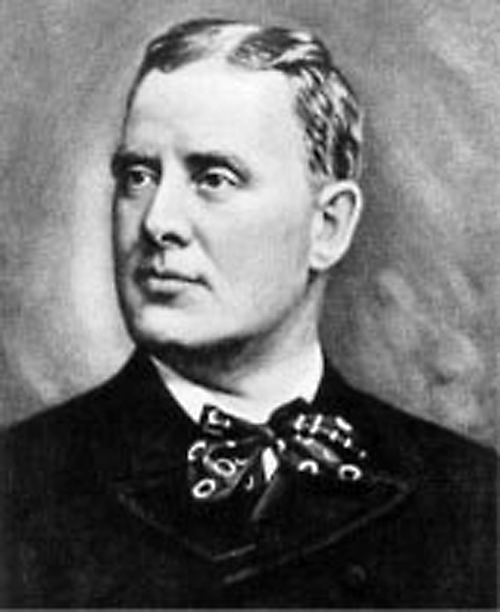
Вільям Флоренс
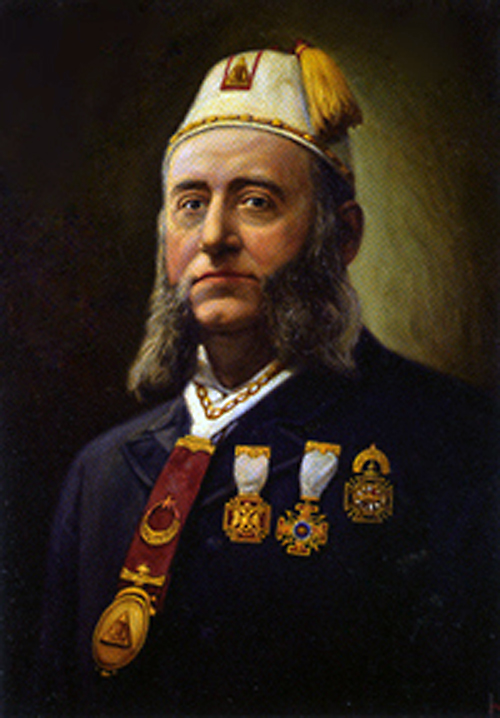
Волтер Флемінг

Історія ордену починається тоді, коли Вільям Жермін Флоренс був запрошений на вечірку в Марселі, яку проводив арабський посол. Те, що відбувалося на вечірці, було так зроблено, що нагадувало збори членів таємного товариства. Флоренс був враженим від побаченого на вечірці, після чого запропонував своєму другові Волтеру Флемінгу створити схожу спілку на основі дійства, побаченого на вечірці. Ця мить вважається початком створення ордену.
У такий спосіб вуз почав діяти в межах східного обряду зі схожістю на твір «Тисяча й одна ніч» і натхненний суфійським таїнством. Храм став називатися «мечеттю». Почесні ступені називалися Прославлений первосвященник і пророк.

## Членство
Попри арабські елементи в оздобленні та ритуалах, в ордені стверджували, що не мають ніякого зв'язку з ісламом. Орден створений як братська парамасонська спілка, члени якої повинні бути майстрами-масонами й повинні вірити у Вищу Сутність.
До зміни устрою ордену у 2000 році його члени повинні були мати 32 градуси Стародавнього й прийнятого шотландського уставу або 12 градусів Йоркського уставу. Унаслідок змін умови для членства спростилися, тому тепер членом ордену може стати будь-який майстер-масон.

## Убрання й громадські заходи

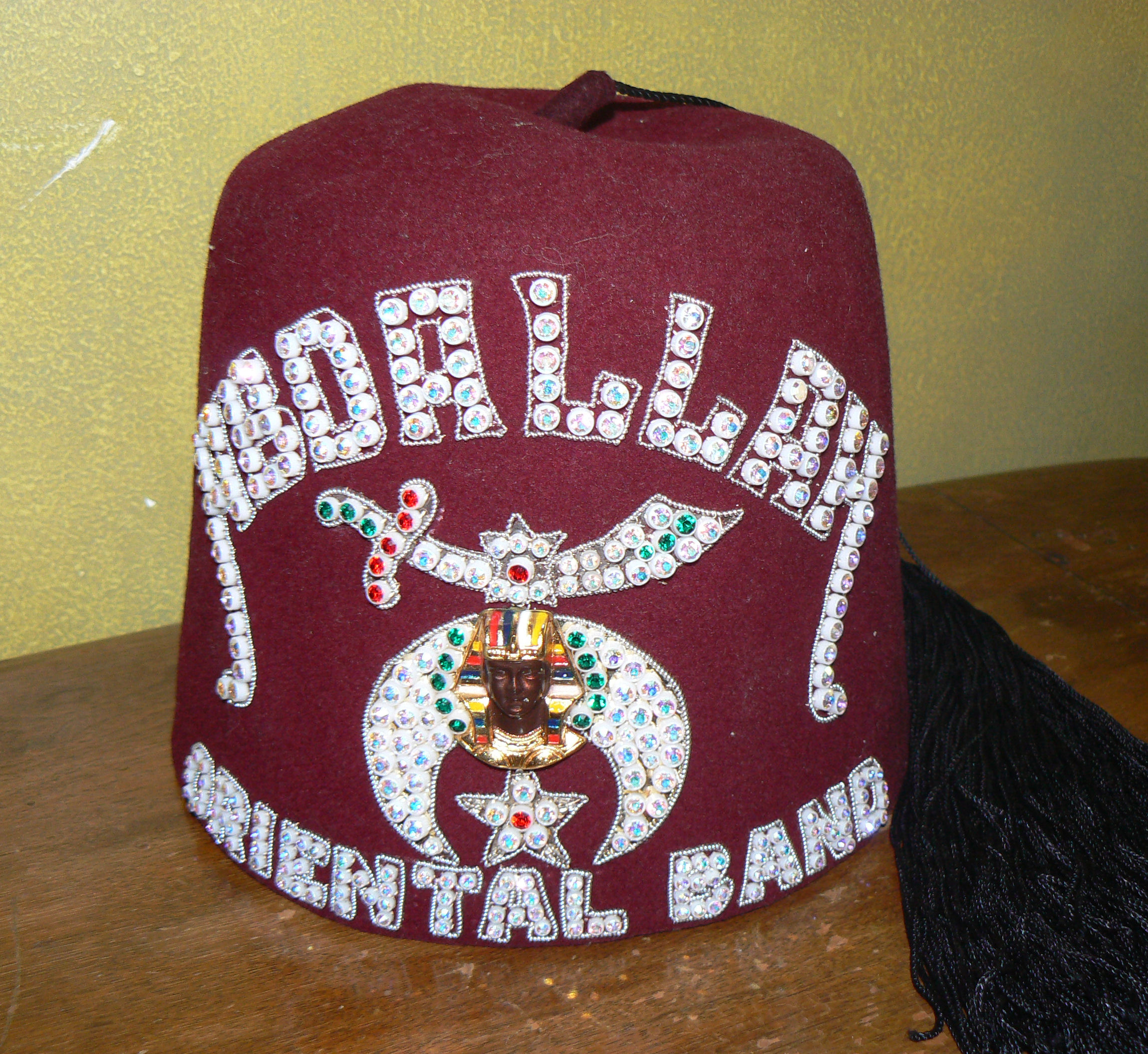
Феска шрайнерів

Шрайнери часто одягаються в одяг арабського шибу та носять фески. Крім того, вони допомагають організовувати учту під час вручення нагороди Оскар голлівудським зіркам. Але це не є дуже значущим у діяльності ордену.

## Благодійність
1920 року в Портленді, Орегон, відбулося імперське засідання шрайнерів. Під час цього члени спілки одноголосно прийняли постанову про те, щоб у той час було відкрито кілька лікарень шрайнерів для дітей-калік. Перша лікарня з цих відкрилася 1922 року у Шривпорті, Луїзіана. Вона забезпечувала педіатричну та ортопедичну допомогу. Ортопедичний напрямок було обрано через пошесть поліомієліту, що була в той час у США.
1962 року шрайнери Північної Америки виділили 10 млн дол. США на створення трьох лікарень, у яких лікували та забезпечували відновлення дітей з опіками. Відвідавши 21 університетську медичну установу, прийняли рішення про створення своєї першої педіатричної лікарні для опіків в університетському містечку Медичного відділення Університету Техасу в Галвестоні, Техас.

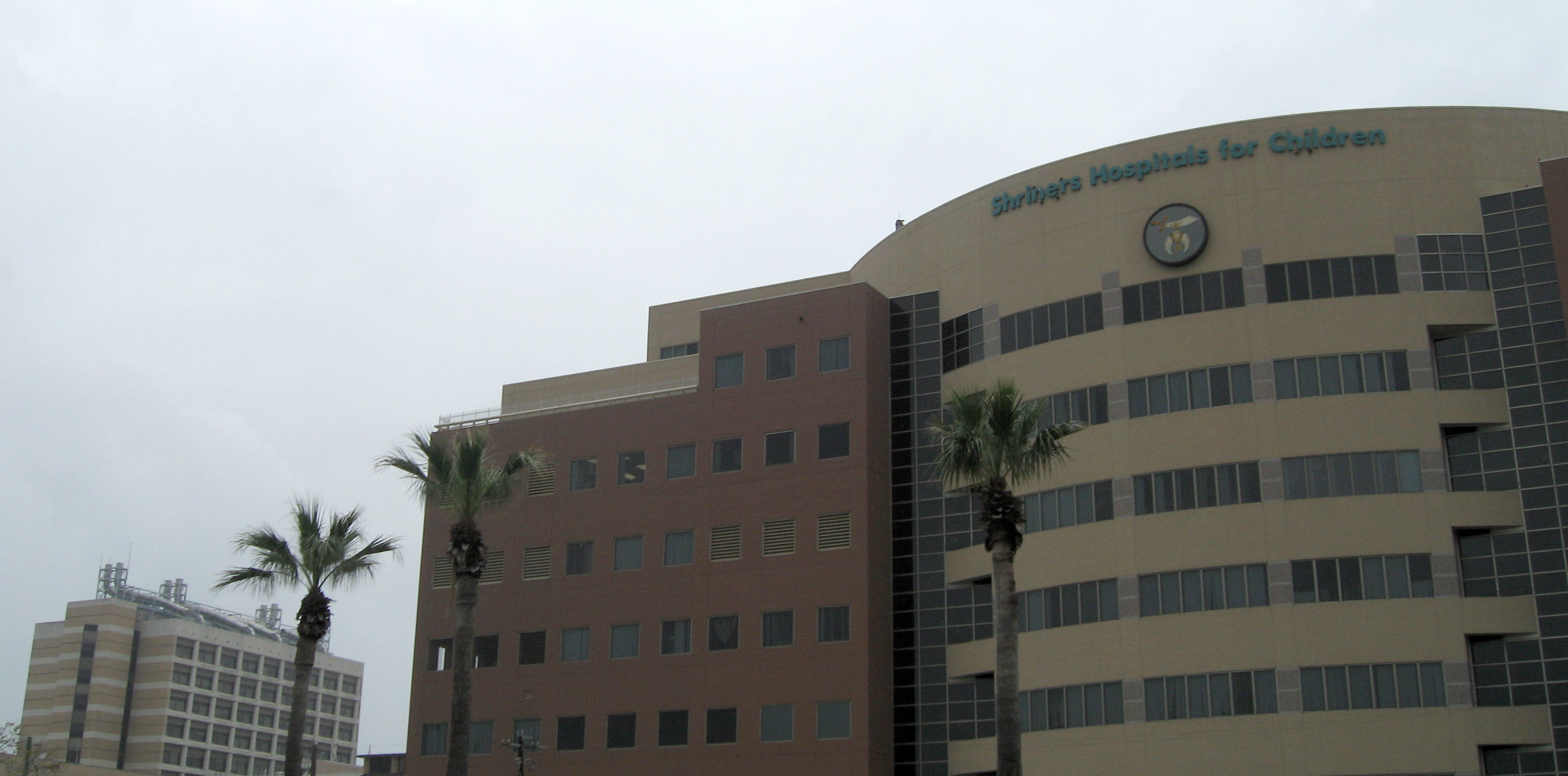
Дитяча лікарня шрайнерів при Техаському університеті

1994 року «Хроніка філантропії», галузева публікація, оприлюднила висновки найбільшого дослідження слави й шанованості благодійної та неприбуткової установи. Дослідження показало, що лікарні шрайнерів були визнані 9-ю «найвідомішою благодійною неприбутковою установою в Америці» з-поміж понад 100 благодійних організацій, досліджених 40 % американців віком 12 років і вище, що вибрали «Love» і «Like A Lot» для лікарень шрайнерів.
Лікарні зцілювали безплатно понад 100 000 пацієнтів у 2006 році. У 2008 році загальний бюджет на цю благодійність склав 826 мільйонів доларів.
У 2009 році, попри скорочення виділення грошей із 8 до 5 мільярдів доларів через економічну сутугу, Дуглас Максвелл, головний управник лікарні сказав, що він та інші шрайнери впевнені, що лікарняний устрій може залишатися платоспроможним у довгостроковому прозорі. У липні 2009 року Максвелл заявив, що деякі з об'єктів можуть стати амбулаторними хірургічними осередками та вперше почнуть приймати оплату через страховки (за більшу частину наданої допомоги), уперше за 87-річну історію лікарень. Максвелл сказав, що діти, які страждають від опіків, ортопедичних станів, пошкоджень спинного мозку та розщеплень піднебіння, зможуть і надалі безтурботно звертатися з їхніми сім'ями. Лікарні шрайнерів також надають безплатну допомогу дітям без страховки та беруть на себе всі витрати, які не покриваються страховками.
У травні 2015 року Лікарні шрайнерів для дітей стали членом мережі Mayo Clinic Care Network, національної мережі установ, задля поліпшення обслуговування хворих і їхніх сімей за допомогою співпраці з лікарями з цієї мережі.
Правила для всіх лікарень шрайнерів є простими й точними: будь-яка дитина у віці до 18 років може лікуватися, якщо лікарі вважають, що дитині можна допомогти. шрайнери лікують усіх дітей, попри їхню належність до різних вірувань та народностей. Лікування, переліт для хворого й супровідника, навіть проживання, оплачують шрайнери.

## Відомі члени Shriners
- Базз Олдрін
- Ернест Боргнайн
- Джеральд Форд
- Кларк Гейбл
- Баррі Ґолдвотер
- Воррен Ґардінґ
- Джон Едгар Гувер
- Г'юберт Гамфрі
- Кріс Крістоферсон

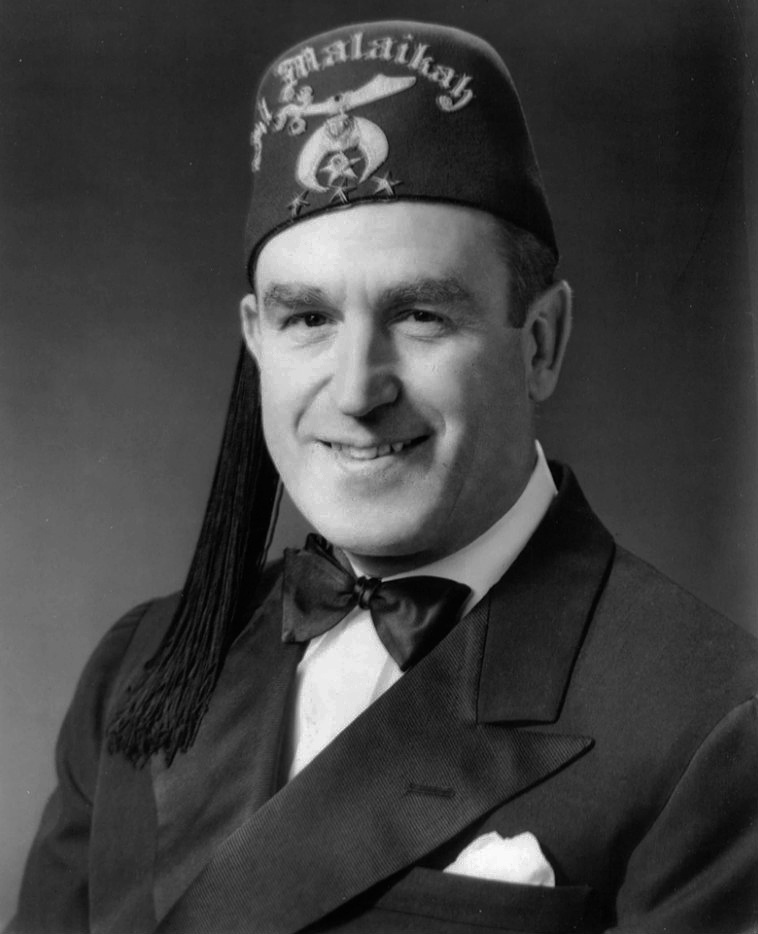
Гарольд Ллойд
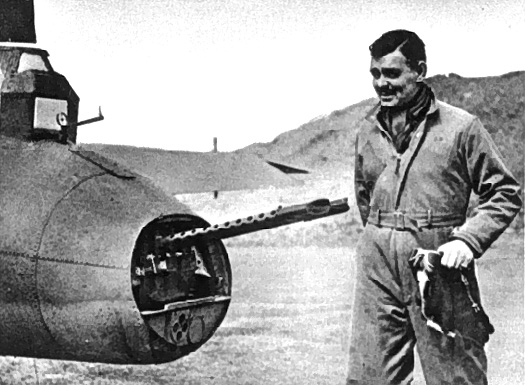
Кларк Гейбл

- Дуглас Макартур
- Джордж Макґоверн
- Оді Леон Мерфі
- Арнольд Палмер
- Абелардо Родріґез[en]
- Джек Кемп
- Вільям Роджерс
- Франклін Рузвельт
- Стром Термонд
- Гаррі Трумен
- Джордж Воллес
- Ерл Воррен
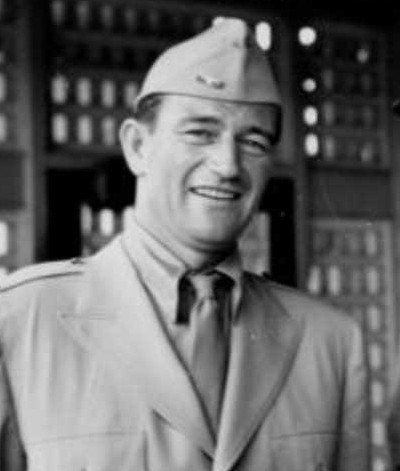
Джон Вейн
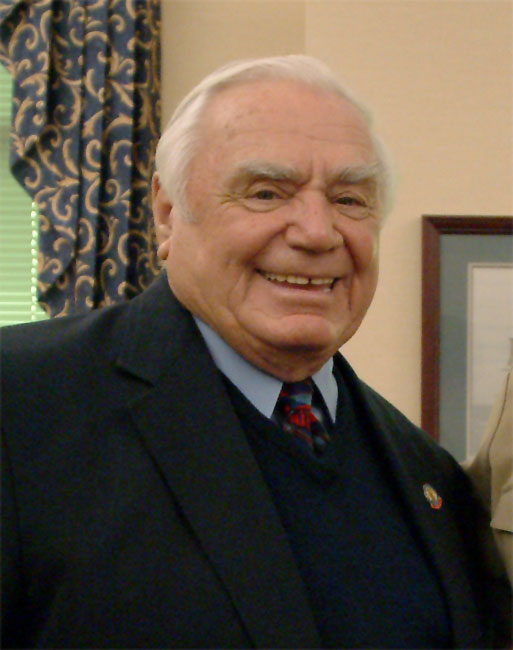
Ернест Боргнайн
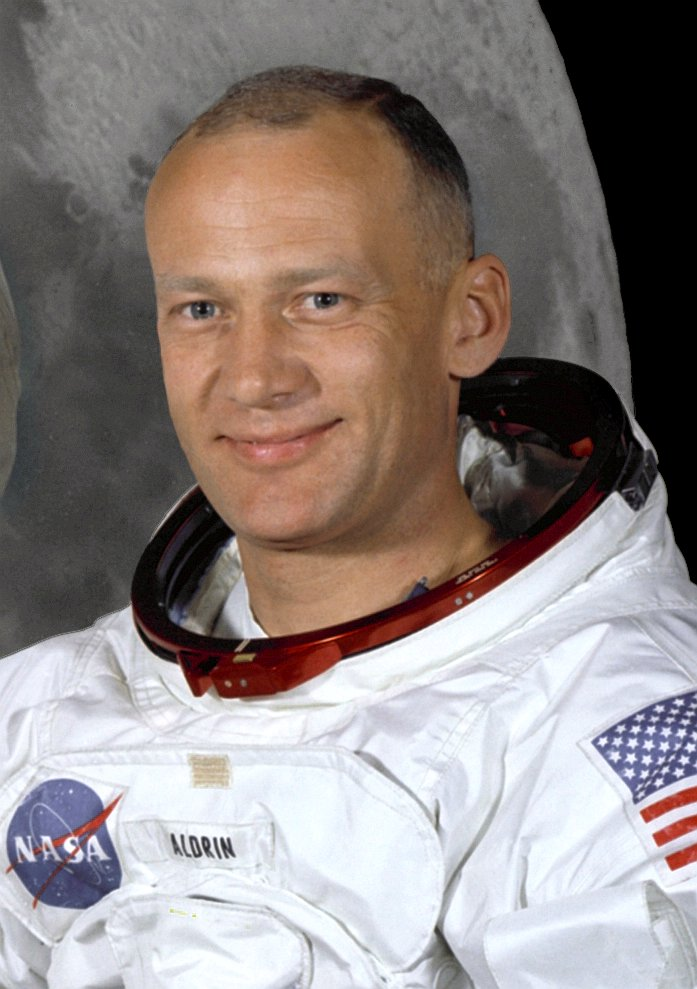
Базз Олдрін
Гаррі Трумен
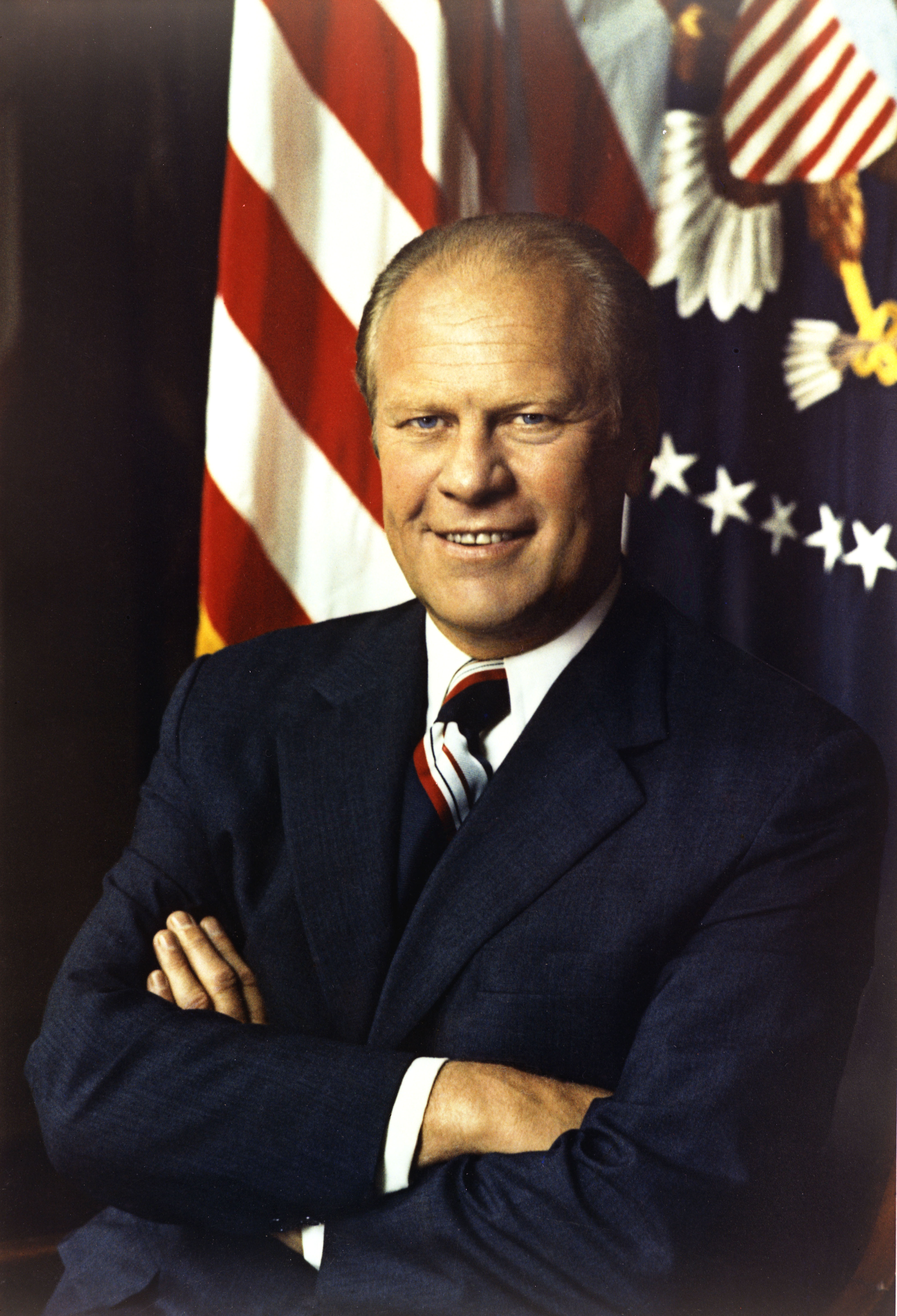
Джеральд Рудольф Форд
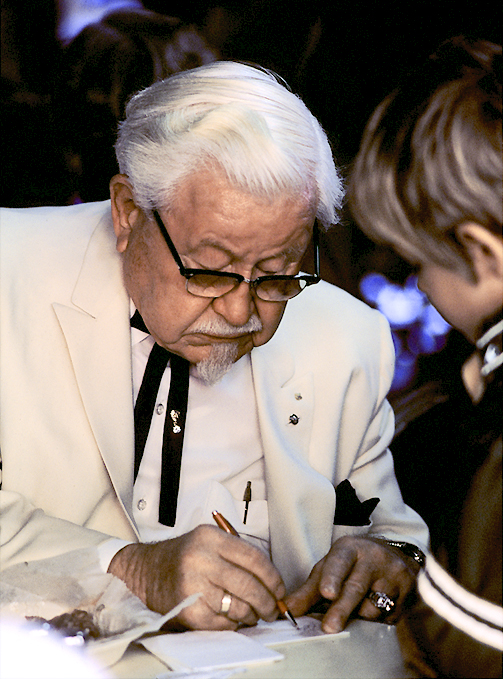
Гарланд Девід Сандерс
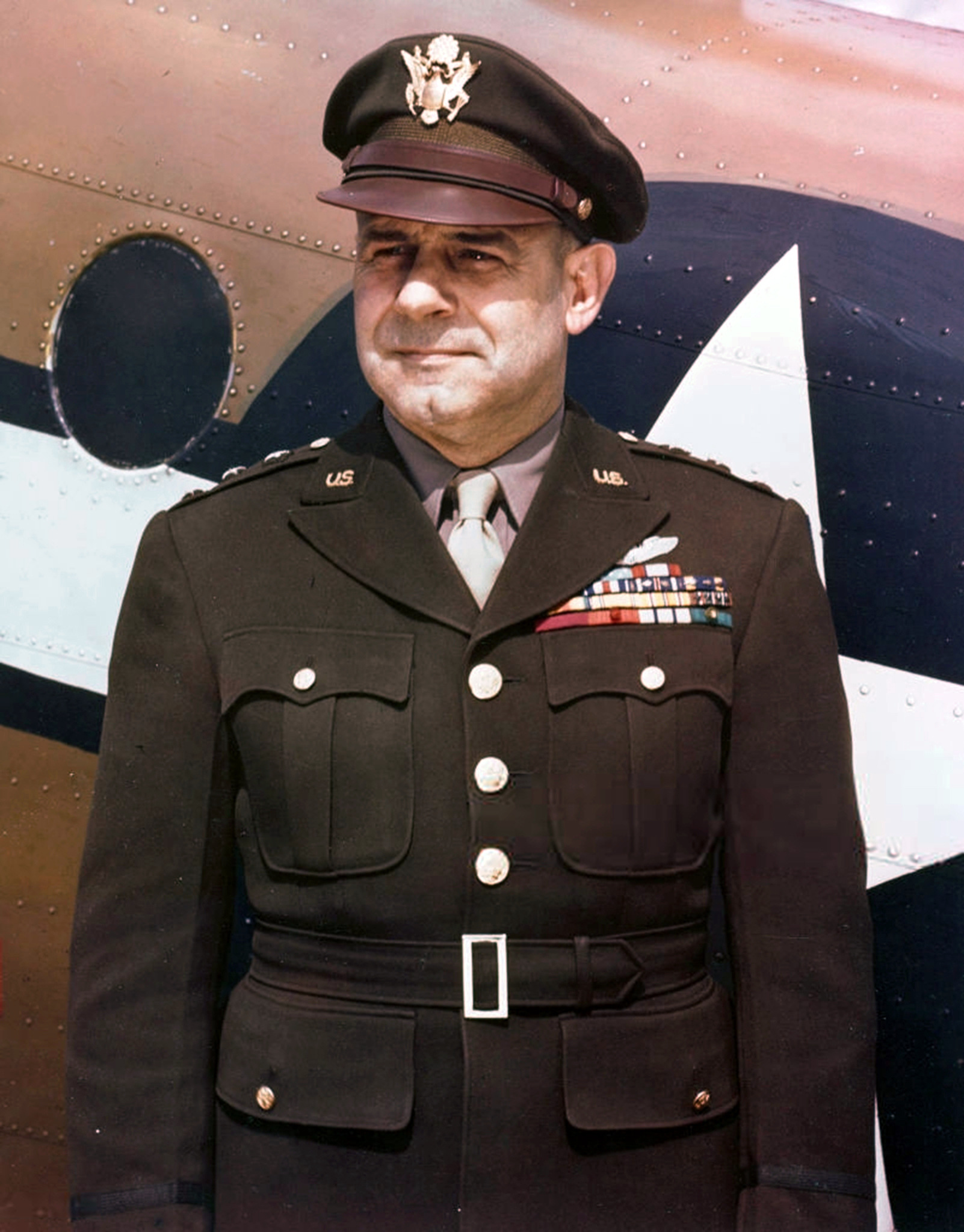
Джеймс Дуліттл
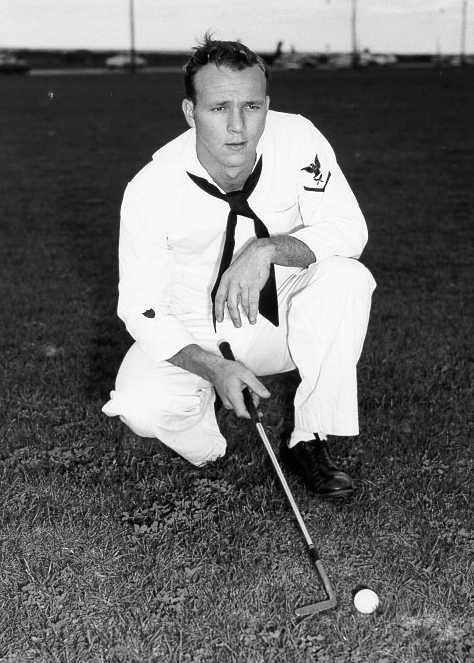
Арнольд Палмер

- Рой Роджерс[en]

- Гарольд Ллойд
- Кларк Гейбл
- Джон Вейн
- Ернест Боргнайн
- Базз Олдрін
- Гаррі Трумен
- Джеральд Рудольф Форд
- Гарланд Девід Сандерс
- Джеймс Дуліттл
- Арнольд Палмер[14]